# 甲酸香茅酯
甲酸香茅酯（英語：citronellyl formate）是一种有机化合物，化学名3,7-二甲基-6-辛烯-1-醇甲酸酯，化学式C11H20O2，在化学上是由甲酸与香茅醇构成的酯类化合物。因为香茅醇有两种旋光异构体，所以甲酸香茅酯有两种对映体，通常将右旋体称为甲酸香茅酯，将左旋体称为甲酸玫瑰酯。天然存在于许多植物挥发性精油中，具有香味，可作为香精添加入化妆品、肥皂以及香水等日用品中，亦可作为食用香精使用。

## 性质与分布
甲酸香茅酯两种对映体在性质上具有差异：
| 对映体   | 甲酸香茅酯                                                                 | 甲酸玫瑰酯               |
| -------- | -------------------------------------------------------------------------- | ------------------------ |
| 外观     | 无色透明油状液体                                                           | 无色至浅黄色油状透明液体 |
| 气味     | 强烈的柠檬样香气                                                           | 玫瑰样香气               |
| 味道     | 有水果甜味                                                                 | 樱桃样苦甜味             |
| 沸点     | 235℃                                                                       | 235℃                     |
| 相对密度 | 0.8905(15℃)                                                                | 0.9035(25℃)              |
| 比旋光度 | +1.19°                                                                     | -1.9°                    |
| 溶解性   | 不溶于水、甘油和丙二醇，溶于乙醇、乙醚、氯仿以及挥发性油。                 | 和甲酸香茅酯相同         |
| 天然分布 | 香茅、波旁蔷薇和菩提树花的精油中。以及于香葉天竺葵、瑞香、日本柳杉等物种。 | 自然界未发现             |

## 制备
甲酸香茅酯可以从植物中提取，也可以人工合成制得。人工合成法常用甲酸和香茅醇为原料经酯化反应制备，常见的催化剂有硫酸、对甲苯磺酸等，酯化完成后，加入碳酸钠中和、水洗后进行减压蒸馏或真空精馏得到。也可以将两种原料直接酯化得到，将1:1摩尔比甲酸和甲酸钠在醋酐作用下生成重甲酸钠，随后加入香茅醇、重甲酸钠和少量醋酐体系中，40℃左右反应结束后室温静置一夜，加碳酸钠中和、水洗最后进行减压蒸馏即可得到甲酸香茅酯。对于甲酸玫瑰酯，采用S-(−)-香茅醇为原料即可。

## 用途
甲酸香茅酯作为香精可运用在日用品和食品中。作日用品香精时，可调配玫瑰、柠檬、桂花、野百合、薰衣草、古龙、紫丁香、花露等花香型香精。在食品中，可用于调配黄瓜、蔬菜、李、柑橘等香型香精，主要用于饮料调味。作为香精，2015年国际日用香料协会（IFRA）估计其全球年消耗量在10-100吨之间。

## 延伸阅读

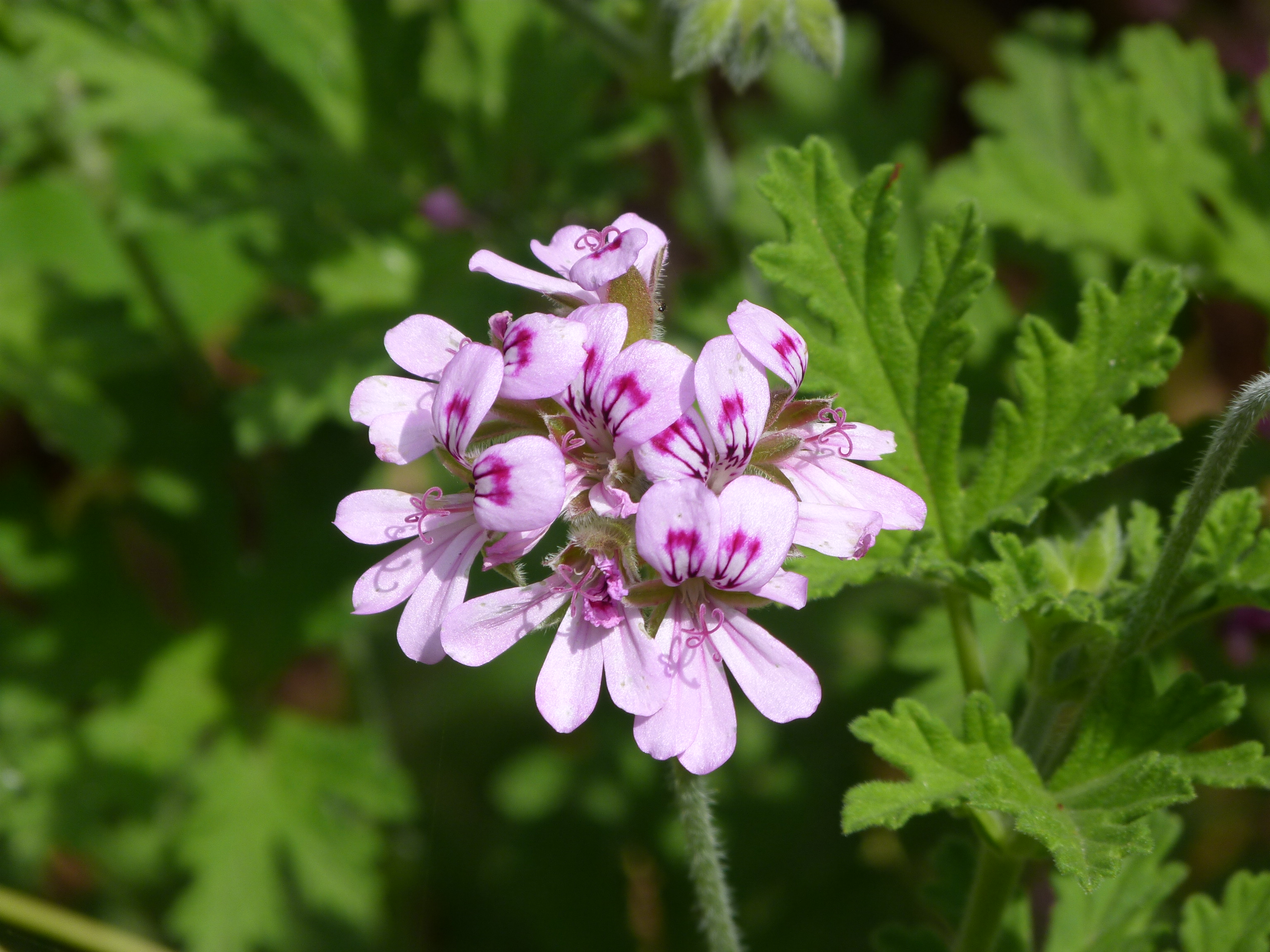
香葉天竺葵（Pelargonium graveolens），其精油富含甲酸香茅酯

RIFM fragrance ingredient safety assessment, citronellyl formate, CAS Registry number 105-85-1